# Fernanda Gomes

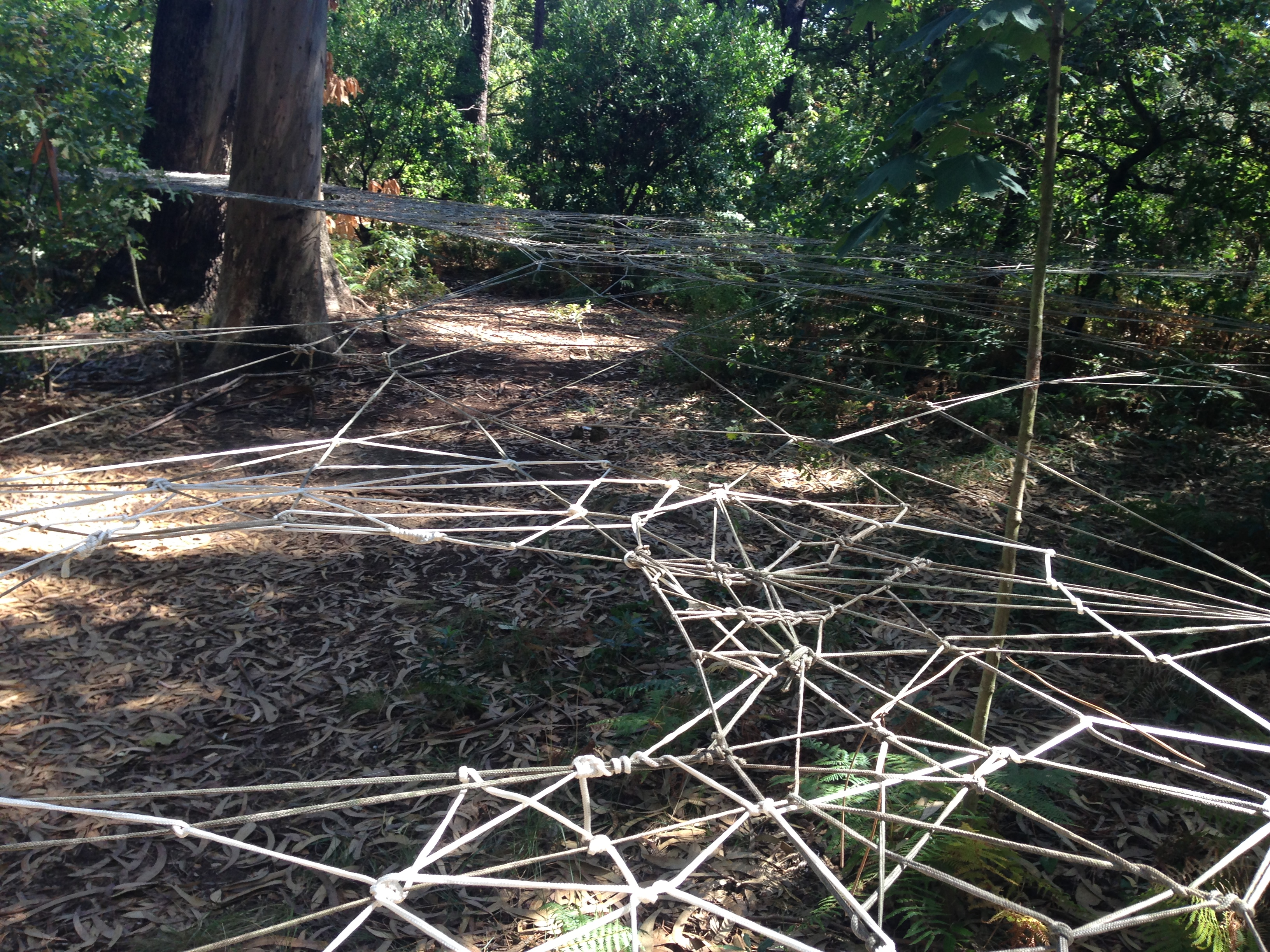
Sem Título (Fernanda Gomes, Serralves)

Fernanda Gomes es una artista brasileña nacida en Río de Janeiro, lugar donde vive y trabaja. Fernanda surge como parte de la generación de artistas nacidas en Río, que también incluyen a Beatriz Milhazes, Ernesto Neto y Adriana Varejão. Su carrera comenzó en la década de 1980, su primera exposición individual tuvo lugar en Londres en 1997.
Gomes crea arte con todo tipo de materiales sobrantes: objetos de uso cotidiano, mobiliario viejo, anteojos, espejos, imanes, varios tipos de cuerda, cabello, colillas de cigarrillo, monedas y periódico.
Entre sus exposiciones incluyen una exposición individual en el Pavilhão Branco - Museu da Cidade, Lisboa, Portugal, exposiciones colectivas en el Museu de Arte Moderna do Rio de Janeiro y la Oficina para Proyectos de Arte A.C., Guadalajara, México. Los museos que exhiben su trabajo incluyen a Tate Moderno, Museo de Arte de la Miami, Fundación/Colección Jumex, Vancouver Galería de Arte, Centro Georges Pompidou, Museu da Pampulha, Museu de Arte Moderna Río de Janeiro y Museu Serralves donde creó una escultura permanente en el parque del museo. Su trabajo también ha sido incluido en Venice Biennale, Estambul Biennale, São Paulo Biennale, Sydney Biennale, Champ d'expériences, Centre d'arte de Vassivière, Vassivière en Limousin, Les Prairies, Biennale de Rennes, The Imminence of Poetics 30th São Paulo Bienal y Centro d'arte de Vassivière.